# Bushranger
Bushranger var en naturerfaren brottsling som, vanligen i Australien, använde naturens medel för att gömma sig från myndigheterna.

## Bushrangers i Australien
Under kolonialperioden i Australien kom många kriminella nybyggare, slavar och fångar från Europa och Afrika. Det bildades flera gäng, det troligtvis mest berömda gänget var "Kellygänget" som leddes av Ned Kelly.